# Hillend Reservoir
Hillend Reservoir är en reservoar i Storbritannien.   Den ligger i kommunen North Lanarkshire och riksdelen Skottland, i den centrala delen av landet, 500 km nordväst om huvudstaden London. Hillend Reservoir ligger 192 meter över havet. Arean är 1,0 kvadratkilometer. Trakten runt Hillend Reservoir består i huvudsak av gräsmarker. Den sträcker sig 1,1 kilometer i nord-sydlig riktning, och 1,8 kilometer i öst-västlig riktning.